# Койот Рэгтайм
«Койот Рэгтайм» (яп. コヨーテ ラグタイムショー коё:тэ рагутайму сё:, Coyote Ragtime Show) — трёхтомная манга и одноимённое аниме режиссёра Такуя Нонаки, вышедшее 3 июля 2006 года.

## Сюжет
Легендарный король пиратов Брюс был убит Мадам Марчиано, главой галактической криминальной гильдии. В его завещании говорится, что его дочь, молодая Франка Дошли, становится обладательницей десяти миллиардов долларов, скрытых в комплексном хранилище где-то на планете Грейсленд. Однако Грейсленд находится в состоянии гражданской войны, так как президент Федерации Млечного Пути угрожает в течение недели взорвать планету. Мистер, общеизвестный космический пират, его помощники Бишоп и Катана и давний соперник Свамп должны помочь Франке получить её наследство, прежде чем до них доберутся мадам Марчиано (со своими 12 андроидами-убийцами) или частный детектив Анжелика Бернс, а Грейсленд не уничтожат.

## Персонажи

### Экипаж Койота
- Мистер (яп. ミスター Мисута:) — выдающийся криминальный преступник с таким множеством псевдонимов, что его называют просто «Мистером». Владелец бара «Пират» и капитан космического корабля «Койот», названным так за известность Мистера как Койота среди космических пиратов. Весёлый человек, даже находясь под давлением. При этом сознаёт всю серьёзность ситуации и ищет сокровища Брюса не только для забавы, но и из-за уважения к Брюсу и выполнения обещания, данного Франке.

Сэйю — Акио Оцука.
- Брюс Дошли (яп. ブルース・ドックリー Буру:су Доккури:) — легендарный король пиратов, укравший 10 миллиардов долларов из неприступного Центрального банка. К тому моменту имел высокооплачиваемую работу, но продолжал быть пиратом ради «острых ощущений». Брюс многое сделал для благополучия Франки и поставил своего друга Свампа ухаживать за ней. Брюс имел искусственный глаз, которым записывал все, что видел. Был убит за три года до начала событий Мадам Марчиано.

Сэйю — Хотю Оцука.
- Франка Дошли (яп. フランカ・ドックリー Фуранка Доккури:) — дочь короля пиратов Брюса, видевшая его смерть от Мадам Марчиано, за три года до начала событий. Несмотря на молодой внешний вид, прекрасный повар и заведует баром «Пират» в отсутствие Мистера. Носит с собой кулон отца, который должен привести её к сокровищам.

Сэйю — Рё Хирохаси.
- Бишоп (яп. ビショップ Биссёппу) — часть группы Мистера также на борту «Койота». Бишоп — нарцисс, плохо воспринимающий критику, всегда не совпадая во мнениях с Катаной и Свампом. Он также жалуется, когда его планы не срабатывают или когда у него появляются заботы, которые ему не нравятся. Оставаясь надежным гением, даже в трудной ситуации, он хорошо работает со своим экипажем.

Сэйю — Кэню Хориути.
- Катана (яп. カタナ) — молодой пилот и инженер «Койота». Катана известен как безрассудный водитель, из-за чего его арестовывали и всячески обращали на него внимание около пятидесяти раз. Он мало к чему относится серьезно, что раздражает Франку и Бишопа, но когда приступает к работе, доделывает её до конца.

Сэйю — Томокадзу Сэки.
- Гордон Свамп (яп. スワンプ・ゴードン Сувампу Го:дон) — этот койот был также назван «правой рукой» короля пиратов Брюса. Из-за этого он завидует Мистеру, и не понимает, почему Брюс для заботы о Франке выбрал Мистера вместо него. Со смертью Брюса, Свамп стал проповедником, и полюбился команде. Он покинул дом для того, чтобы присоединиться к экипажу Койота и судить, стоит ли он Мистера.

Сэйю — Кацухиса Хоки.

### Криминальная гильдия Марчиано
- Мадам Марчиано (яп. マルチアーノ Марутиа:но) — Глава галактической криминальной гильдии

Сэйю — Ёко Соми.
- Нильсен (яп. ニルソン Нирусон).

Сэйю — Масакадзу Ито.
- 12 сестёр Марчиано (яп. マルチアーノ12姉妹 Марутиа:но дзю:ни симай) — андроиды-убийцы

### Федерация Млечного Пути
- Анжелика Бернс (яп. アンジェリカ・バーンズ Андзиэрика Ба:ндз) — как частный следователь из Федерального Бюро, Анжелика хорошо осведомлена об административной коррупции Криминальной Гильдией. Она преследовала Мистера последние четыре года, и была им очарована, с тех пор как она регулировала уличное движение. Это было показано гораздо позже, в той серии, где она уже влюблена в него, что было представлено как погоня с «арестом». Анжелика — известная обжора с нечеловеческим метаболизмом.

Сэйю — Ацуко Юя.
- Челси Мур (яп. チェルシィ・ムーア Тэруси: Му:а) — молодой офицер полиции, посланная для эскорта Анжелики Бернс к планете Сэндвил. С тех пор, как она узнала о коррупции, она уволилась с работы и стала партнером Анжелики. Челси похожа на глупую блондинку, но у неё удивительная память, и, в основном из-за её внешности, хорошие связи. Она представляется девушкой из банды.

Сэйю — Норико Ситая.
- Президент Федерации Млечного Пути — хотя и незначительный персонаж, но важный для развития сюжета, так как от него зависит судьба Грейсленда. Он так же коррумпирован как его подчиненные и связан с Мадам Марчиано, хотя и никогда не признается в этом.

## Список серий
- 01. Jailbreak
- 02. The Girl of the Pirate hideout
- 03. The Man that was like a right arm
- 04. The Days Gone by
- 05. Never Change
- 06. Fierce Fighting
- 07. Marciano The Traitor
- 08. The Road To Gigabanks
- 09. Jupiter
- 10. Angelica Barnes
- 11. Fading Memories
- 12. Coyote